# Martha Griffiths

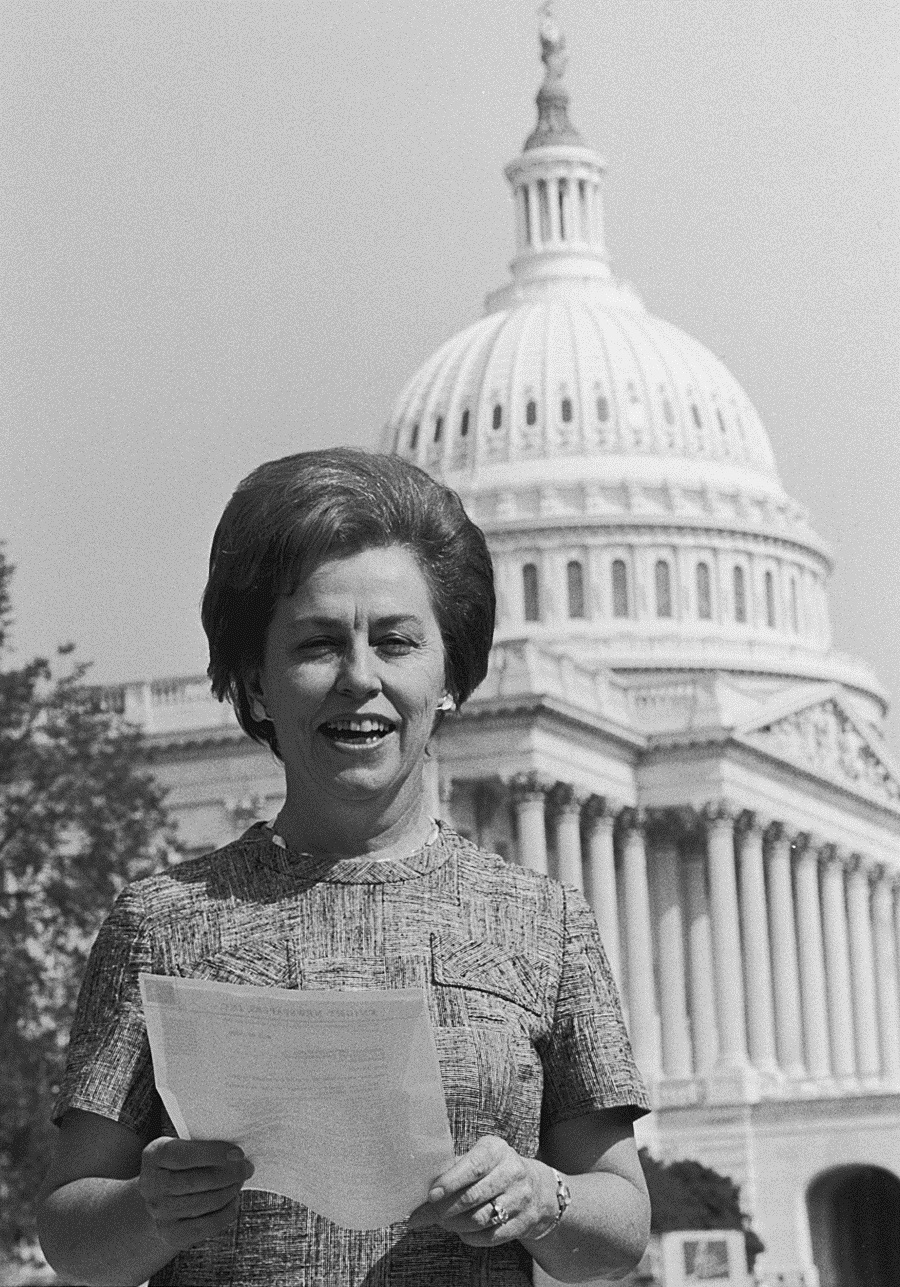
Martha W. Griffiths (1970)

Martha Wright Griffiths (* 29. Januar 1912 als Martha Edna Wright in Pierce City, Lawrence County, Missouri; † 22. April 2003 in Amarda, Michigan) war eine US-amerikanische Politikerin und von 1983 bis 1991 Vizegouverneurin des Bundesstaates Michigan.

## Leben
Sie studierte an der University of Missouri und erhielt dort 1934 ihren B.A.-Abschluss. Danach besuchte sie die Law School der University of Michigan, beendete ihr Studium 1940 und wurde, nachdem sie 1941 in die Anwaltschaft aufgenommen worden war, als Rechtsanwältin tätig. Von 1948 bis 1952 gehörte sie dem Repräsentantenhaus von Michigan an.
Nachdem Griffiths 1952 erfolglos für einen Sitz im US-Repräsentantenhaus kandidiert hatte, wurde sie zwei Jahre später doch noch gewählt und vertrat dort als Demokratin den Bundesstaat Michigan nach mehrfacher Wiederwahl vom 3. Januar 1955 bis zum 31. Dezember 1974. Im Jahr 1982 wurde Griffiths zur Vizegouverneurin von Michigan gewählt; dieses Amt konnte sie bei den nächsten Wahlen 1986 erfolgreich verteidigen. Griffiths blieb somit bis 1991 Vizegouverneurin.